# Dipartimento di Paso de Indios
Paso de Indios è un dipartimento argentino, situato nella parte centrale della provincia del Chubut, con capoluogo Paso de Indios.

## Geografia fisica
Esso confina a nord con il dipartimento di Gastre, a est con quello di Mártires, a sud con quelli di Escalante, Sarmiento e Río Senguer, e ad ovest con quelli di Tehuelches e Languiñeo.
Il dipartimento fa parte della comarca della Meseta central.

## Società

### Evoluzione demografica
Secondo il censimento del 2010, su un territorio di 22.300 km², la popolazione ammontava a 1.867 abitanti, con una diminuzione demografica del 2,0% rispetto al censimento del 2001.
Abitanti censiti

## Amministrazione
Nel 2001 il dipartimento comprendeva:
- 1 comision de fomento: Paso de Indios;
- 1 comune rurale (comuna rural): Los Altares.